# 贵州芙蓉
贵州芙蓉（学名：Hibiscus labordei）为锦葵科木槿属下的一个种。

## 扩展阅读
- 維基物種上的相關：贵州芙蓉